# Курти (народ)
Курти (англ. Kurtey people, Kourtey) — небольшая этническая группа, обитающая в долине реки Нигер в некоторых странах Западной Африки, таких как Нигер, Бенин, Мали и Нигерия. Они также встречаются в значительном количестве в Гане, Того, Кот-д’Ивуаре и Буркина-Фасо.

## Ассимиляция сонгай
Курти образовались в результате перемещения народа фула в долину реки Нигер на территории современного региона Тиллабери, Нигер в XVIII веке, и их смешанных браков с местными сонгай, джерма, сорко и другими. Сохраняя многие аспекты традиционной культуры фула, курти ассимилировались с образом жизни сонгай-джерма и говорят на южносонгайском диалекте. Некоторые сторонние наблюдатели считают их частью народа сонгай, в то время как другие описывают их как сообщества с отличной историей, культурой и этнической самоидентификацией в более широком социальном пространстве, говорящем на сонгайских языках, из которого народ сонгай составляет лишь одну часть.

## Расселение и демография
Сегодня их насчитывается менее 50 000 человек, они сосредоточены на островах и вдоль берегов реки Нигер возле Сансани, Десса и Айору; в Ниамее (особенно в квартале Кутукале); и в деревнях в нижней части среднего Нигера от Гао до северной Нигерии. Некоторые курти продолжают отмечать себя традиционной скарификацией лица: маленьким крестиком на вершине каждой скулы. Курти также являются одной из шести этнических групп Нигера, которые исторически проводили ритуальное женское обрезание. Курти традиционно занимаются оседлым скотоводством — наследием их предков фула — а также рыбной ловлей (как и народ сорко), выращиванием табака, а также выращиванием проса и риса вдоль рек.

## Отношения с другими народами
В XIX веке многие мусульмане-курти участвовали в набегах за рабами среди язычников джерма вдоль Нигера, за что получили прозвище от джерма «Воры людей». Хотя исторически это были непримиримые соперники народа вого, которые поселились в одном районе из среднего Нигера, начиная примерно с 1800 года, эти две этнические группы стали тесно связанными, поселились в одних и тех же районах, говорили на схожих диалектах и жили схожим образом жизни. Оба народа были мусульманского вероисповедания до того, как перебрались в этот район, и поддерживали тесные отношения с эмиратом Сай народа фула.